# Спермацет

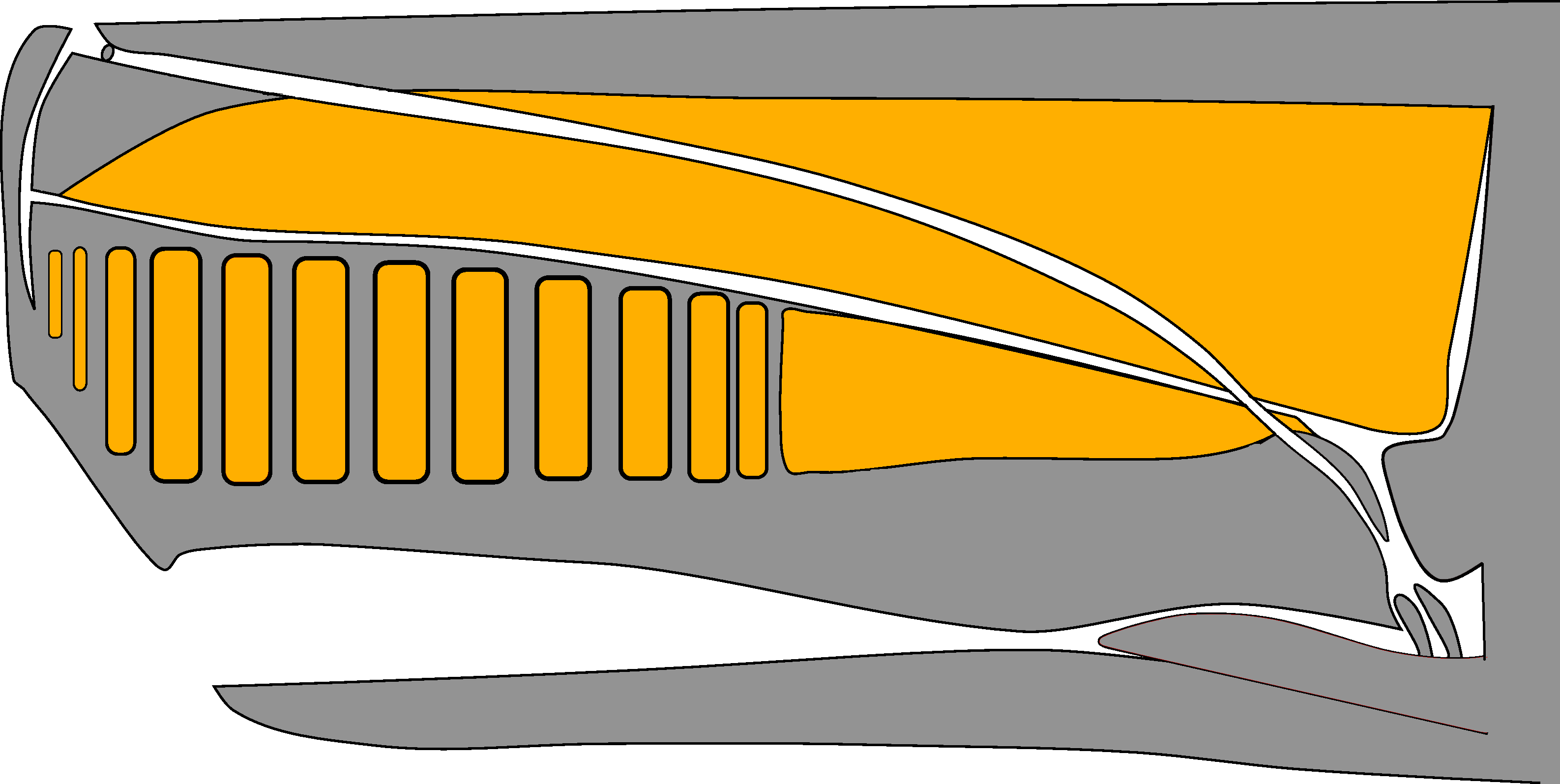
Спермацетовый мешок в голове кашалота

Спермаце́т (от др.-греч. σπέρμα «сперма» + κῆτος, или лат. cētus, «кит») — воскоподобное вещество, получаемое при охлаждении жидкого животного жира (спермацетового масла), заключённого в фиброзном спермацетовом мешке в голове кашалота, а также некоторых других китообразных (например, китов-бутылконосов). 
Эта субстанция получила название спермацет благодаря тому, что её ошибочно принимали за сперму кашалота.

## Структура спермацетового мешка
Детальные исследования спермацетового мешка показывают, что этот орган кашалота имеет довольно сложную структуру.
Он состоит из двух основных частей, заполненных спермацетом.
Первая, верхняя часть, представляет собой подобие перевёрнутого корыта, ограниченного с боков и сверху очень толстым (у 14-метрового кашалота — более 11 см) и прочным слоем соединительной ткани, поверх которой — слой мышц, жир и шкура.
Под этой, верхней, частью находится вторая, представляющая собой группу изолированных узких камер, расположенных одна за другой.
Камеры при виде спереди имеют форму расширяющейся кверху трапеции, а сбоку — удлинённого вертикального прямоугольника.
Они заполнены губчатой тканью, пропитанной спермацетом. Спереди спермацетовый мешок конически заостряется, будучи ограничен воздушными камерами. Сама соединительная ткань, пропитанная спермацетом, имеет вид пористой массы с очень тонкими стенками пор; она содержит до 98 % спермацета по массе.

## Получение спермацета
Содержание собственно спермацета в спермацетовом масле колеблется от 8 до 20 %. Его отделяют вымораживанием и фильтрованием или кристаллизацией из растворителей. Спермацет содержится также в сале кашалота; в этом случае сало-сырец вначале вытапливают и из полученного жира охлаждением выделяют спермацет. Кристаллизуется спермацет при 6 °C, затем его очищают от жирной фракции отпрессовкой и путём нагревания со щелочью.

## Свойства спермацета
На воздухе спермацет быстро затвердевает, образуя мягкую, желтоватую воскоподобную массу. В прошлом его применяли для изготовления мазей, помад и так далее, а также делали свечи.
Спермацет кристаллизуется в виде блестящих, жирных на ощупь пластинок без вкуса и запаха.
Главный компонент спермацета — цетилпальмитат (C15H31COOC16H33), сложный эфир цетилового спирта и пальмитиновой кислоты.
Кроме того, в спермацете присутствуют свободные спирты — цетиловый, октадециловый и эйкозиловый.
Спермацет хорошо растворим в эфире, ацетоне, горячем спирте, но нерастворим в воде.
Температура плавления 53—54° С, иодное число 4—9, число омыления 125—136.

## Использование спермацета
Во времена массового китобойного промысла, например, в XVIII веке, из спермацета изготавливали свечи, позднее его использовали как смазочный материал и основу для приготовления кремов и мазей. Из него также получали цетиловый спирт для производства синтетических детергентов.
В первой половине XX века спермацет наряду с другими жирами животного происхождения локально всё ещё применялся как смазочный материал, в парфюмерии, медицине, в том числе для приготовления противоожоговых мазей. С развитием промышленной химии как и многие другие животные жиры был вытеснен из обихода к концу 1960-х или синтетическими аналогами, или более эффективными и дешевыми композициями.
С прекращением добычи кашалотов и в виду общей охранной международной политики в отношении китообразных, натуральный спермацет больше не добывается и не применяется. В фармацевтике и парфюмерии в аналогичном качестве обычно используются синтетические вещества, в том числе основной компонент спермацета — цетилпальмитат, недорогой и несложный в промышленном производстве; а также масло жожоба.
Как и многим другим ранее широко применявшимся, но исчезнувшим из обихода материалам, спермацету приписывается множество чудодейственных качеств с разной степенью достоверности, в том числе даже в современной парфюмерии обыгрывается его использование в некоторых экзотических средствах.

## Биологическая роль
В настоящее время[какое?] существуют разногласия по поводу того, какой биологической цели или целям служит спермацет. Доля восковых эфиров, удерживаемых средней (живой) головой кита, по-видимому, отражает плавучесть под влиянием тепла. Изменения плотности, вероятно, усиливают эхолокацию. Его можно использовать как средство регулирования плавучести кита, поскольку плотность спермацета меняется в зависимости от его фазы. Другая гипотеза заключалась в том, что он используется в качестве подушки для защиты нежной морды кашалота во время погружения. 
Наиболее вероятной основной функцией органа спермацета является добавление внутреннего эха или щелчков резонатора к щелчкам сонарной эхолокации, издаваемым органами дыхания. Это позволяет киту чувствовать движение своей добычи, а также ее положение. Изменение расстояния до жертвы влияет на временной интервал между ответными щелчками, отражаемыми добычей (эффект Доплера). Это могло бы объяснить низкую плотность и высокую сжимаемость спермацета, которые усиливают резонанс за счет контраста акустических свойств морской воды и твердых тканей, окружающих спермацет.

## В культуре
Подробное описание добычи и использования спермацета можно найти в книге «Моби Дик, или Белый кит» Германа Мелвилла и в романе «Затерянные в океане» Майна Рида.